# Jörn Christiansen
Jörn Christiansen ist ein deutscher Volkskundler. Er war Direktor des Focke-Museums als Landesmuseum für Kunst und Kulturgeschichte in Bremen.

## Biografie
Christiansen studierte im Bereich Volkskunde und wurde 1979 an der Universität Kiel mit einer Dissertation über die Zeitschrift Die Heimat promoviert. Danach war er beim Museum für Kunst und Kulturgeschichte Dortmund tätig. 
Von 1991 bis zu seinem Ruhestand Ende März 2008 war er als Nachfolger von  Rosemarie Pohl-Weber Direktor des Focke-Museum. Er war zudem außerordentlicher Professor. In seiner Zeit bewirkte er nachhaltige Veränderungen im Sinne einer ästhetischen und thematischen Neuorientierung durch Modernisierung der Ausstellungsbereiche und Erweiterung der Infrastruktur des Museums. Haus Mittelsbüren erhielt 1994 eine neue Dauerausstellung, das Haupthaus wurde bis 1998 saniert, die Wiedereröffnung der Tarmstedter Scheune fand 2006 statt. Ihm gelang es, das Haus weiter nach außen zu öffnen durch die sommerlichen Konzerte und das Fockes Fest im Museumspark sowie durch Kooperationen u. a. mit der Universität Bremen und durch die Ausstellung bei der Expo. Bedeutsam waren die Sonderausstellungen über den Untergang der Stadt Herculaneum und das antike römische Leben am Golf von Neapel 2006 und zu Luxus und Dekadenz 2008. Die Erweiterung des Museums konnte er nicht erreichen. Christiansen wurde von Bürgermeister Jens Böhrnsen im Rahmen eines Senatsempfanges verabschiedet. Ihm folgte Frauke von der Haar in diesem Amt.
Christiansen ist verheiratet.

## Veröffentlichungen
- Die Heimat. Analyse einer regionalen Zeitschrift und ihres Umfeldes. Wachholtz, Neumünster 1979, ISBN 3529024554.
- Frank Lloyd Wright. Architekturzeichnungen und Design. Dortmunder Museumsgesellschaft zur Pflege der Bildenden Kunst, ISBN 3924302219.
- Aus einem Guß. Kaffeefabrik aus Eisenbeton. Hugo Wagner, Bremen 1907. Bremen 1991, ISBN 3-88132076-8.
- Bremen wird hell: 100 Jahre Leben und Arbeiten mit Elektrizität. Bericht zur Ausstellung „Bremen wird Hell, 100 Jahre Leben und Arbeiten mit Elektrizität“, Bremen 1993, ISBN 3926598956.
- Focke-Museum – Bremer Landesmuseum für Kunst und Kulturgeschichte. Selbstverlag Sparkasse Bremen, Bremen 1998.
- Werder Bremen – 100 Jahre Sport Im Rampenlicht. 1998. Nordwestdeutsche Verlagsgesellschaft  Bremerhaven 1998, ISBN 3-927857-97-1.
- Kunst und Bürgerglanz in Bremen. Hauschild Verlag, Bremen 2000, ISBN 3-89757-063-7.